# Puig de la Cova
El Puig de la Cova és una muntanya de 672 metres que es troba al municipi del Montmell, a la comarca catalana del Baix Penedès.
Aquest cim està inclòs al llistat dels 100 cims de la FEEC.